# 親愛なる孤独と苦悩へ
『親愛なる孤独と苦悩へ』（しんあいなるこどくとくのうへ）は、同人サークル楽想目より2017年5月6日に発売されたノベルゲーム。

## 概要
楽想目のノベルゲーム第2作。心理学を題材としている。全4章構成。本来は有料にて販売される予定であったが、サークル代表ものらすの急死により、現在ではインターネット上で無料で配布されている。

## あらすじ
内田姫紗希、那古龍輔、都宮海の3人の大学生が、心理カウンセラー橘真琴のビデオ通話カウンセリングを受け、自分の心と向き合っていく。

## 登場人物
内田姫紗希（うちだ きさき）
1章の主人公。小学校で教育実習中の大学生。
那古龍輔（なこ りゅうすけ）
2章の主人公。大学3年。格闘ゲームの腕は全国クラス。
都宮海（とみや うみ）
3章の主人公。大学2年。色盲。近所の親友、朽木尋と幼稚園の頃からずっと一緒に絵を描き続けている。
橘真琴（たちばな まこと）
ビデオ通話、スカイピュでカウンセリングを行っている心理カウンセラー。
市郷隼世（いちごう はやせ）
若者の就職支援を行う、NPO法人マイゴールの理事長。仕事面での相談を主に受ける、キャリアカウンセラー。
那古唯菜（なこ ゆいな）
龍輔の妹。中学3年。
朽木尋（くつき じん）
海の幼稚園からの親友。海の描いた絵に色を塗る作業を担当している。専門学校の学生。

## スタッフ
- シナリオ - ものらす
- イラスト - ものらす
- スクリプト - ものらす
- エンディングテーマ：人は相も変わらず
  - 作詞・作曲・編曲：龍5150（JORMUNGAND）
  - 歌：みーや（JORMUNGAND）